# 히라시마촌 (나가사키현)
히라시마촌(平島村)은 나가사키현 니시소노기군에 설치되었던 촌이다. 현재의 사이카이시에 해당한다.